# Torquato Tasso
Torquato Tasso (Sorrento, 11 maart 1544 – Rome, 25 april 1595) was een Italiaanse dichter in de zestiende eeuw. Zijn bekendste werk is La Gerusalemme liberata (Jeruzalem verlost) (1575) waarin hij een hoogst fantasierijke versie neerzet van de gevechten tussen de westerse christenen en de islamieten tegen het einde van de Eerste Kruistocht, tijdens de herovering van Jeruzalem. Samen met Dante Alighieri, Petrarca en Ariosto geldt hij als een van de grootste Italiaanse schrijvers van de renaissance. Johann Wolfgang von Goethe heeft een van zijn leesdrama's naar hem vernoemd. Zijn herdersspel Aminta was in de zeventiende en achttiende eeuw een van de populairste toneelstukken.

## Werken
- Rinaldo (1562)
- Aminta (1573); in het Nederlands vertaald in 1660 door Mattheus Smallegange (Aminta), nagevolgd  door Jan van Mieris (Aminta, alleen in handschrift), in 1711 door Cornelis Hoofman (Amintas), in 1715 door Jan Baptista Wellekens (Amintas) en in 1722 door Cornelis Boon (Amintas).
- La Gerusalemme liberata (1575); in het Nederlands vertaald in 1632 door Joost van den Vondel (Verlost Hierusalem, alleen in handschrift), in 1656 door Joan Dullaert (Verlost Jeruzalem), in 1789 door Joannes Nomsz (alleen Canto I-V), in 1834 door Roelof Hendrik Graadt Jonckers ('t Verlost Jeruzalem), in 1845 door J.F. Brouwenaar (fragmenten), in 1856 door J.J.L. ten Kate (Jeruzalem Verlost) en in 2003 door Frans van Dooren (Jeruzalem bevrijd).